# Stenomacrus minutor
Stenomacrus minutor är en stekelart som beskrevs av Aubert 1981. Stenomacrus minutor ingår i släktet Stenomacrus och familjen brokparasitsteklar. Inga underarter finns listade i Catalogue of Life.